# Dr. von Haunersches Kinderspital
Das Dr. von Haunersche Kinderspital, häufig nur das Haunersche genannt, ist eine Kinderklinik und Kinderpoliklinik in München. Das Haunersche ist Teil des LMU Klinikums, eine der größten Universitätskliniken in Deutschland und Europa. Das Kinderspital existiert seit 1998 in seiner jetzigen Form, nachdem die von dem Namensgeber August Hauner 1846 ins Leben gerufene Kinderklinik und die auf Franz Xaver Reiner zurückgehende erste Kinderpoliklinik Münchens fusionierten.
Das Kinderspital behandelt ausschließlich Kinder und Jugendliche bis zum 18. Lebensjahr. Mit 119 Betten in der Pädiatrischen Klinik, 61 Betten in der Kinderchirurgischen Klinik sowie drei Intensivstationen ist das Dr. von Haunersche Kinderspital ein Krankenhaus der Maximalversorgung. Jährlich werden mehr als 6500 Fälle in der Klinik stationär behandelt.

## Standort

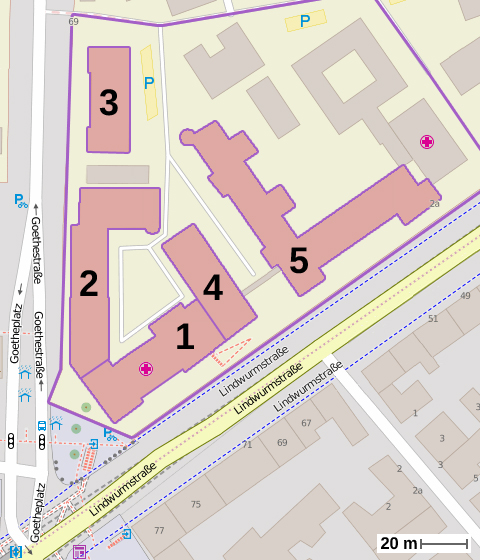
Gebäude am Goetheplatz:
1 Hauptgebäude (1882)
2 Erweiterungsbau (1908–1909)
3 Baracke (1957)
4 Neubau (1967–1976)
5 Anteil an der ehemaligen II. Frauenklinik

Das Dr. von Haunersche Kinderspital ist Teil des Campus Innenstadt des LMU Klinikums in München. Es liegt im Winkel zwischen Lindwurmstraße und Goethestraße am Goetheplatz in der Münchner Ludwigsvorstadt. Weitere Standorte befinden sich an der Pettenkoferstraße und der Maistraße. Auch eine Abteilung an der Marchioninistraße, also am Campus Großhadern des LMU Klinikums, ist mit dem Haunerschen Kinderspital assoziiert.

## Geschichte

### Anfänge der Kinderpoliklinik
Die systematische medizinische Betreuung von Kindern in München geht auf Franz Xaver Reiner zurück, der sich 1817 als Armenarzt in München niedergelassen hatte. Am 5. Januar 1818 eröffnete er eine Sprechstunde in seiner Wohnung in der Löwengrube 5 in München unter dem Namen Reinersche Besuchsanstalt für kranke Kinder und Augenkranke, um insbesondere mittellosen Kranken unentgeltlich helfen zu können. Anfangs unterstützten private Spender die Anstalt, ab 1825 leistete Prinz Karl von Bayern jährlich finanzielle Zuschüsse.
Im Jahre 1827 zog diese erste Poliklinik in ein eigenes Haus am Viktualienmarkt Nr. 9, das vormalige Gendarmeriegebäude. 1829 übernahm Königin Therese, die Frau Ludwigs I., die Schirmherrschaft. Nach dem Tode Franz Xaver Reiners 1837 leitete Wimmer die Anstalt bis 1857, danach wurde der junge Alfred Vogel Vorstand. Im Jahre 1863 zog er mit der Abteilung für Kinderkrankheiten in die neu errichtete Allgemeine Poliklinik in der Sonnenstraße 17 neben der Gebäranstalt, nach ihrem Stifter Franz Reisinger aus Augsburg Reisingerianum genannt. Er hielt dort Vorlesungen, schrieb das erste Lehrbuch für Kinderkrankheiten in deutscher Sprache (9 Auflagen, 6 Hauptsprachen) und wurde 1865 zum außerordentlichen Professor ernannt. Von 1866 bis 1886 war Heinrich Ranke Vorstand der Kinderpoliklinik. Als er Direktor der neuen Universitätskinderklinik an der Lindwurmstraße wurde, folgte Carl Seitz von 1890 bis zu seiner Emeritierung im Jahre 1928. Im Jahre 1907 zog die Kinderpoliklinik zusammen mit den anderen Abteilungen des Reisingerianums in die neue Poliklinik in der Pettenkoferstraße. München erhielt als einzige deutsche Stadt zwei Lehrstühle für Kinderheilkunde. Erst 1918 wurde die Kinderheilkunde als selbständiges Lehr- und Prüfungsfach anerkannt.

### Anfänge der Kinderklinik

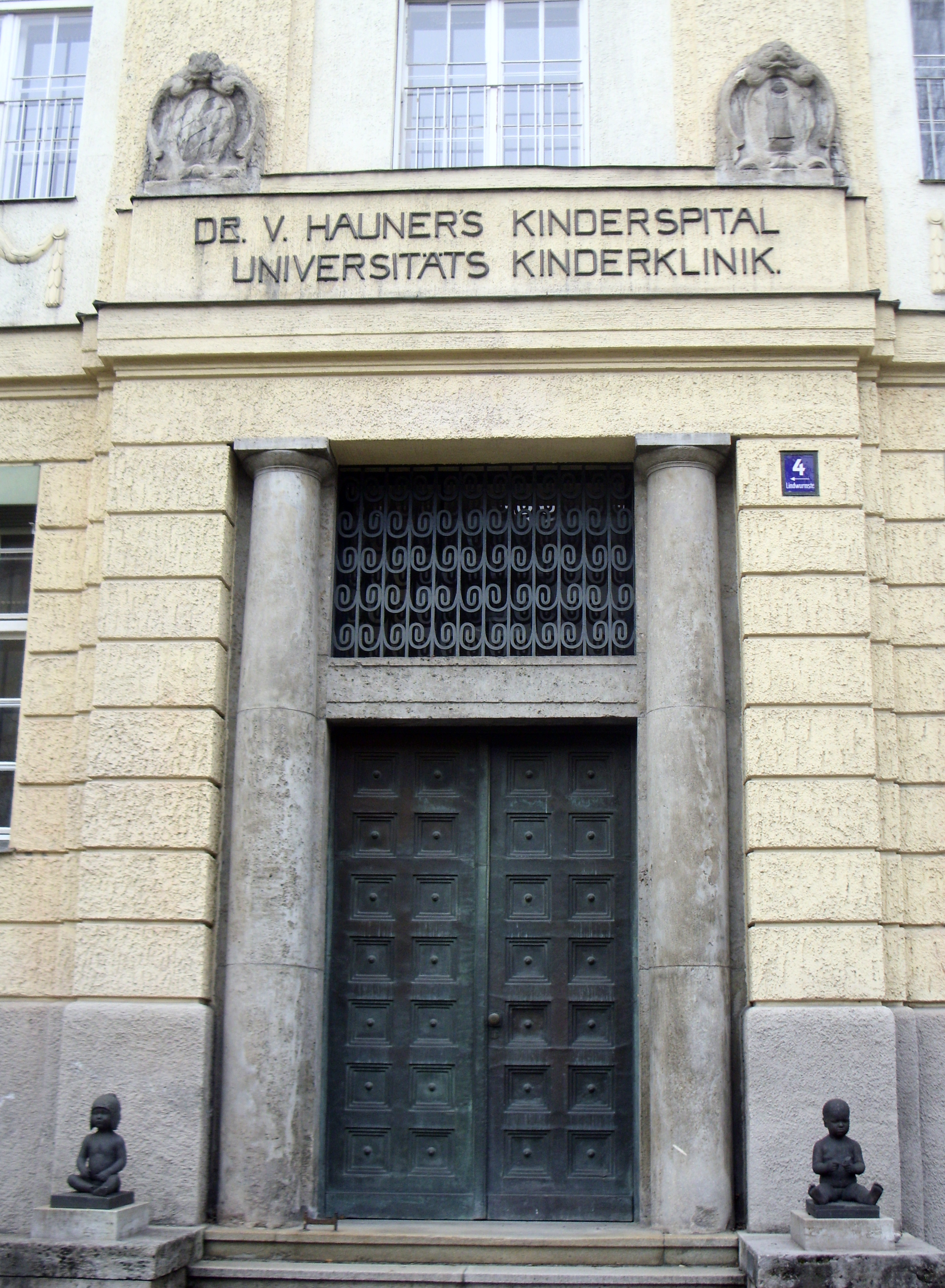
Historischer Eingang des Dr. v. Haunerschen Kinderspitals

1846 gründete August Hauner das Dr. von Haunersche Kinderspital. Hauner war seit dem Jahre 1844 als Arzt in München ansässig und hatte 1845 den Plan gefasst, eine stationäre Versorgung von jungen Patienten in der bayerischen Metropole einzurichten. Als Vorbild galt der Aufbau eines privaten Kinderspitals in Wien kurz zuvor.
Die Umsetzung seiner Pläne erreichte Hauner durch Eigenkapital und Spendengelder, die er sammelte. Zu Beginn besaß das Spital sechs Betten, die in einer angemieteten Vier-Zimmer-Wohnung im Haus Sonnenstraße 27 untergebracht waren. 1848 erweiterte der Förderverein, der sich kurz nach der Gründung der Klinik gebildet hatte, die Infrastruktur mit einem eigenen Gebäude mit dreißig Betten an der Jägerstraße. Nachdem August Hauner 1850 habilitiert worden war, begann er andere interessierte Ärzte in der Pädiatrie auszubilden. Schon damals gehörten chirurgische Eingriffe zum Leistungsspektrum des Spitals, und Hauner schaffte es, bedeutende Chirurgen wie Carl Thiersch und Johann Nepomuk von Nußbaum zur Arbeit in seinem Spital zu bewegen.
Nachdem im Jahre 1854 die Kosten erstmals die Einnahmen überstiegen, forderte August Hauner 1855 die Stadt München zur Übernahme des Spitals auf, allerdings ohne Erfolg. Eine Erweiterung des Spitals war damals bereits unerlässlich, da eine Trennung der Kinder mit ansteckenden Krankheiten von Patienten nach einem chirurgischen Eingriff mit der vorhandenen Infrastruktur nicht möglich war.
Hauner musste daher die Erweiterung selbst in die Hand nehmen und schaffte es dank vieler Gönner, darunter der König von Bayern, die Mittel für einen Neubau aufzutreiben. Der erste Spatenstich des noch heute genutzten Hauptgebäudes erfolgte 1880 an der Lindwurmstraße. Zwei Jahre später war das Gebäude fertiggestellt, das vom Architekten Arnold Zenetti entworfen worden war.
Als August Hauner 1884 starb, übernahm sein Schwiegersohn Alfred von Halm, Sohn des Altphilologen und Bibliothekars Karl Felix Halm, die Klinikleitung. Halm hatte 1876 Hauners Tochter Auguste Juliane Katharina geheiratet und war bereits damals die rechte Hand Hauners im operativen Geschäft. Allerdings lag Halms Fokus nicht auf der pädiatrischen Ausbildung junger Medizinstudenten, sodass vorerst keine akademische Ausbildung junger Pädiater in der Einrichtung mehr stattfand. Es dauerte zwei Jahre, bis der bayerische Staat das Spital von Halm übernahm und die Ausbildung der Nachwuchsärzte an der Universität München wieder forcierte.

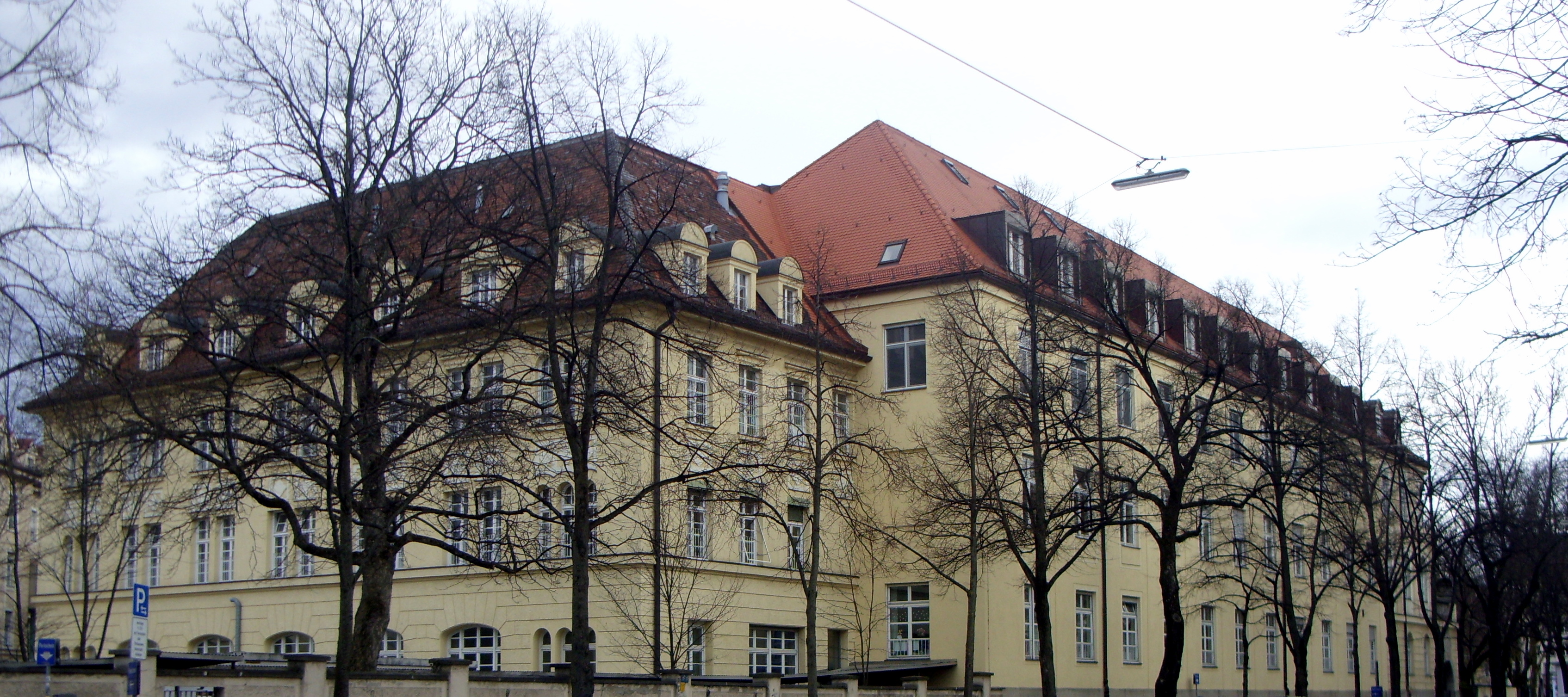
Erweiterungsbau an der Goethestraße (1908–1909)

Ab dem Jahr 1908 wurde das Kinderspital weiter ausgebaut, zunächst durch den Erweiterungsbau an der Goethestraße. 1910 wurden ein großer Hörsaal, eine Infektionsabteilung und eine für damalige Verhältnisse sehr moderne Säuglingsabteilung eingeweiht. Der Ausbau kostete insgesamt 300.000 Mark und brachte eine Erweiterung auf 150 Betten.
Während des Ersten Weltkriegs wurde erstmals eine Quarantäneabteilung im Haunerschen Kinderspital eingerichtet, die vor allem auf den Lehrbetrieb ausgerichtet war. Die Studenten konnten durch hohe Glaswände die Tätigkeiten der ausbildenden Ärzte verfolgen, ohne dass der Ablauf gestört wurde oder eine Ansteckungsgefahr für die Studenten bestand.
Im Jahr 1919 wurde das Dr. von Haunersche Kinderspital zu einer der ersten echten Universitätskinderkliniken, als es dem Lehrstuhl des bereits seit 1906 als Chefarzt in der Klinik tätigen Meinhard von Pfaundler unterstellt wurde.
Ende des Jahres 1923 stand die Schließung des Spitals im Raum, denn auf dem Höhepunkt der Hyperinflation konnten die laufenden Kosten des Spitals nicht mehr gedeckt werden. Nur dank des 1886 gegründeten Vereins zur Unterstützung des Dr. von Haunerschen Kinderspitals, der heute noch aktiv ist, konnte der Klinikbetrieb mit Spendengeldern aufrechterhalten werden.
1924 wurde der chirurgische Anbau ausgeführt. Der im Vergleich zum ursprünglichen Gebäude optisch fast identische Bau ermöglichte eine Erhöhung der Bettenzahl im chirurgischen Bereich von 34 auf 52 und bot erstmals Operationsbedingungen, die den Anforderungen der Asepsis entsprachen.

### Von der ersten Fusion bis zur Trennung
Von 1928 bis 1948 war erstmals auch die Kinderpoliklinik an das Haunersche angeschlossen.
Nach der „Machtergreifung“ der Nationalsozialisten wurden insgesamt 31 Ärzte, die während ihrer Laufbahn am Haunerschen tätig waren, aus rassistischen oder politischen Gründen verfolgt. Die historische Aufarbeitung des Themas allerdings ist nach wie vor lückenhaft. Die Jahresberichte des Kinderspitals aus den Jahren 1933 bis 1945 sind nicht auffindbar und ein Großteil der betroffenen Mediziner emigrierte frühzeitig.

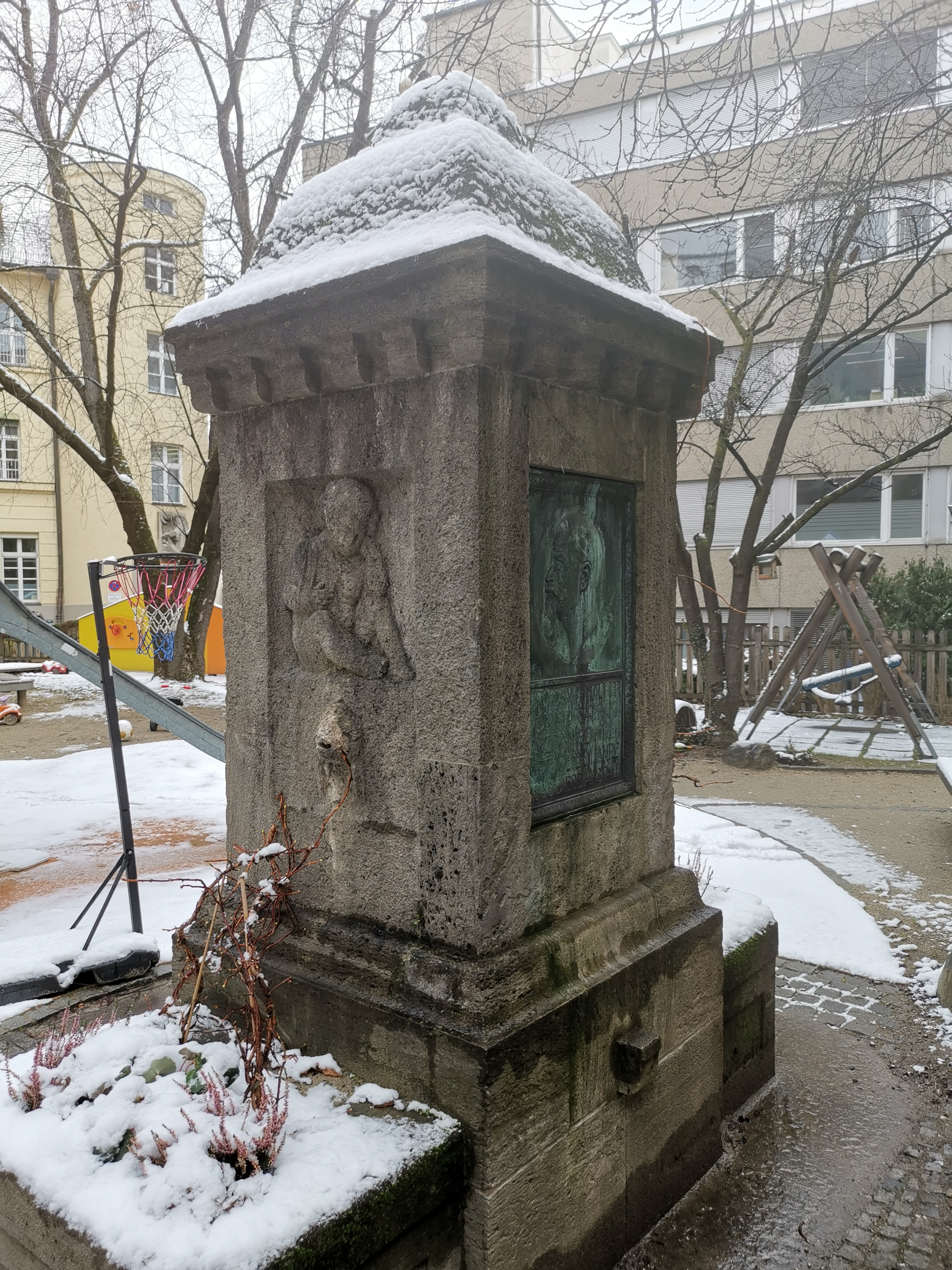
Denkmal für Dr. W.A. v. Hauner im Innenhof der Klinik

Zu den bekanntesten Persönlichkeiten am Dr. von Haunerschen Kinderspital, die vom NS-Regime verfolgt wurden, gehörten Erich Benjamin, Rudolf Degkwitz, Ernst Moro und Albert Uffenheimer. Keiner von ihnen war bei der Machtergreifung der Nationalsozialisten am Haunerschen tätig. Aufgrund der Quellenlage geht man davon aus, dass damals kein einziger jüdischer oder politisch verfolgter Mediziner in der Klinik arbeitete.
In den ersten Jahren des Zweiten Weltkriegs konnte trotz Einzug vieler Ärzte zum Wehrdienst der Betrieb der Kinderklinik aufrechterhalten werden. Bereits in den Jahren zuvor und auch während des Krieges wurden Luftschutzbunker eingerichtet. Der zuletzt gebaute Bunker befand sich im Vorgarten am Goetheplatz. Etwa 250 Mal wurden bei Fliegeralarmen die Patienten in die Bunker gebracht.
Die ersten Kriegsschäden erlitt das Spital am 2. Oktober 1943; eine Phosphorbrandbombe zerstörte am 13. Juni 1944 unter anderem den Aufzug für die Krankenbetten. Der größte Schaden entstand beim Angriff am 12. Juli 1944, als soviel Substanz zerstört wurde, dass Patienten, Personal und Inventar nach Ohlstadt verlegt werden mussten.
Bereits kurz darauf begann ein provisorischer Wiederaufbau, so dass schon im Herbst 1945 Teile des Lehrbetriebs in München wieder aufgenommen werden konnten. Ein Jahr später wurden Teile der chirurgischen Abteilung aus Ohlstadt zurückverlegt. Allerdings entwickelte sich der Standort der Auslagerung über lange Jahre zu einem regionalen Kinderklinikstandort im Landkreis Garmisch-Partenkirchen. Das Klinikum im Ohlstadt wurde 1966 geschlossen.

### Von der Trennung bis zur zweiten Fusion

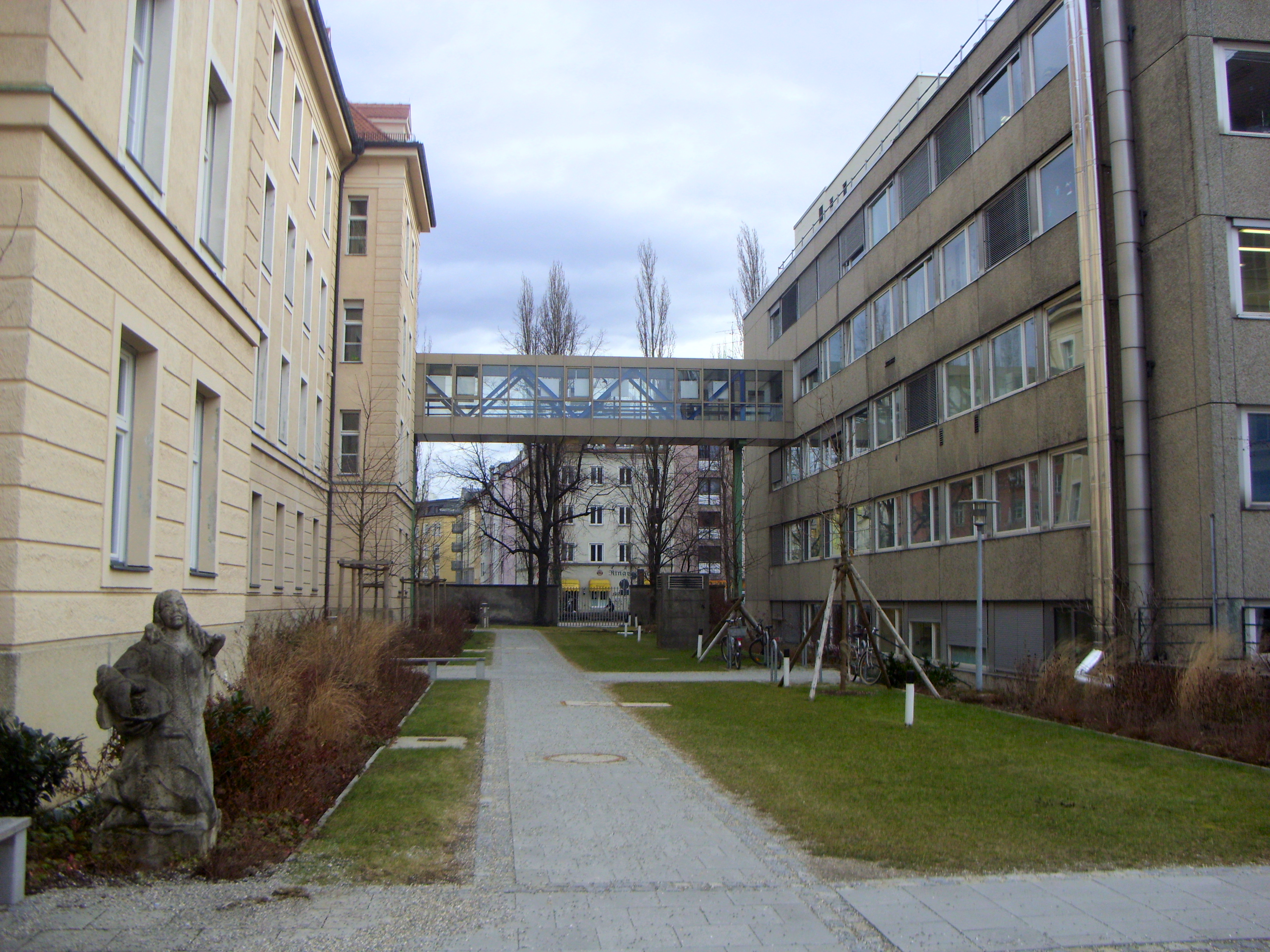
Brückengang vom Neubau (1976) zu den Gebäudeteilen der ehemaligen II. Frauenklinik

Im Jahre 1949 wurde die Kinderpoliklinik erneut vom Haunerschen Kinderspital unabhängig und anschließend bis 1998 von einem Lehrstuhl der Ludwig-Maximilians-Universität geführt.
Nachdem die ehemalige II. Frauenklinik, deren modernes Gebäude sich direkt neben dem Kinderspital befindet, im Jahre 1985 auf den Campus Großhadern zog, wurden die freigewordenen Gebäudeteile dem Kinderspital übergeben. Sie stellen den dritten Baukörper des Kinderspitals dar, der durch eine Glasbrücke im zweiten Stock mit den historischen Gebäuden verbunden ist. Hier haben seitdem die Direktion Kinderchirurgie und die Direktion Kinderklinik und Poliklinik ihre Büros. Das Haunersche teilt sich das Gebäude mit der Mund-, Kiefer- und Gesichtschirurgie des Klinikums der LMU.

### Nach der zweiten Fusion
Am 1. Oktober 1998 fusionierten die beiden Kliniken schließlich auf ministeriellen Beschluss unter der Bezeichnung Kinderklinik und Kinderpoliklinik im Dr. von Haunerschen Kinderspital. Dabei wurden auch einige Fachgebiete der einstigen Kinderpoliklinik in die Kinderklinik integriert. Hierzu gehörten unter anderem die Hämatologie, Onkologie, Pneumologie und Gastroenterologie.
Ein Großteil der Finanzmittel zum Ausbau des Kinderspitals wurde in den vergangenen Dekaden nicht von öffentlichen Stellen, sondern von Stiftungen und Elterninitiativen bereitgestellt. Besonders herauszustellen ist die Mukoviszidose-Ambulanz, die aufgrund des Engagements der Christiane-Herzog-Stiftung unter der Bezeichnung Christiane-Herzog-Ambulanz geführt wird.
Insgesamt wurden seit 1998 unter der Leitung des Staatlichen Bauamts München II Baumaßnahmen mit Ausgaben in Höhe von über 15 Mio. Euro umgesetzt. Größter Einzelposten war hierbei die Sanierung des 2. und 3. Obergeschosses mit der Neuintegration der Station Intern 1 in diesen Gebäudeteil. Hierfür wurden 3.030.000 Euro investiert.

## Gebäude

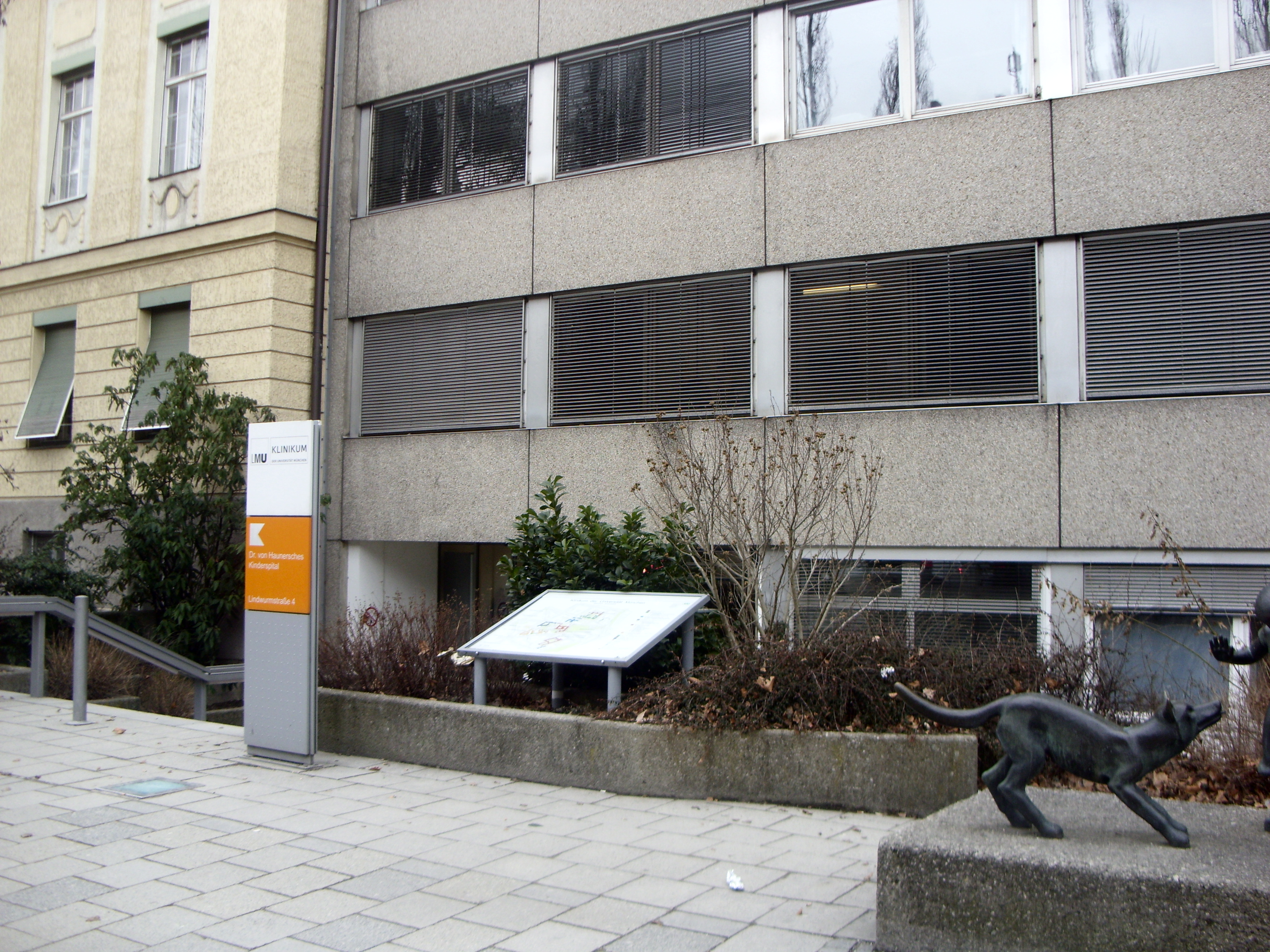
Der moderne Neubau (rechts), verbunden mit dem klassizierenden Bau des frühen 20. Jahrhunderts.

Die Architektur des Kinderspitals ist aufgrund der zeitlich stark versetzten Entstehungszeiten inkonsistent. Die ehemalige II. Frauenklinik in der Lindwurmstraße 2 a ist ein von Richard Schachner entworfener Neubarockbau mit Risaliten. Das Gebäude an der Lindwurmstraße 4 ist klassizierend. Sowohl das Gebäude in der Lindwurmstraße 2 a als auch das Hauptgebäude in der Lindwurmstraße 4 sind als Baudenkmal in die Bayerische Denkmalliste eingetragen. Der Neubau von 1976 zwischen diesen beiden Gebäuden ist ein rein funktionaler moderner Betonbau.

## Stationen und Abteilungen
Die Stationen und Abteilungen werden nach wie vor nach Kinderklinik und Kinderchirurgischer Klinik unterschieden.

### Übersicht
| Name                                                                                               | Art             | Zugehörigkeit                              | Schwerpunkte                |   |
| -------------------------------------------------------------------------------------------------- | --------------- | ------------------------------------------ | --------------------------- | - |
| Station Intern 1                                                                                   | Innere Medizin  | Kinderklinik                               | Epilepsieeinheit            |   |
| Station Intern 3                                                                                   | Innere Medizin  | Kinderklinik                               | Onkologie Station           |   |
| Station Intern 4                                                                                   | Innere Medizin  | Kinderklinik                               | Stoffwechselerkrankungen    |   |
| Station Intern 5                                                                                   | Innere Medizin  | Kinderklinik                               | Pulmologie und Immundefekte |   |
| Station Intern Säugling                                                                            | Innere Medizin  | Kinderklinik                               |                             |   |
| Station Psychosomatik                                                                              | Innere Medizin  | Abteilung Kinder-Psychosomatik             |                             |   |
| Stammzellentransplantationseinheit (LAF)                                                           | Transplantation | Kinderklinik                               |                             | * |
| Interdisziplinäre Intensivstation (KIPS) mit Notfallversorgung, Schockraum und Verbrennungseinheit | Intensivmedizin | Kinderklinik und Kinderchirurgische Klinik |                             |   |
| Neonatologische Intensivstation (Nips) (Innenstadt)                                                | Intensivmedizin | Kinderklinik                               |                             |   |
| Neonatologische Intensivstation (Nips) (Großhadern)                                                | Intensivmedizin | Kinderklinik                               |                             |   |
| Station Chirurgie 2                                                                                | Chirurgie       | Kinderchirurgische Klinik                  |                             |   |
| Station Chirurgie 3                                                                                | Chirurgie       | Kinderchirurgische Klinik                  |                             |   |
| Onkologische Tagesklinik                                                                           | Tagesklinik     | Kinderklinik                               |                             |   |
| Immunologische Tagesklinik                                                                         | Tagesklinik     | Kinderklinik                               |                             |   |
| Interdisziplinäre Tagesklinik                                                                      | Tagesklinik     | Kinderklinik und Kinderchirurgische Klinik |                             |   |
| Interdisziplinäre Notfallambulanz                                                                  | Ambulanz        | Kinderklinik und Kinderchirurgische Klinik |                             |   |
| Interdisziplinäre Spezialambulanzen                                                                | Ambulanz        | Kinderklinik und Kinderchirurgische Klinik |                             |   |
| Abteilung für Gastroenterologie und Hepatologie                                                    | Ambulanz        | Kinderklinik                               |                             |   |
| Christiane Herzog Ambulanz für Mukoviszidose, Lungenerkrankungen, Allergologie und Asthma          | Ambulanz        | Kinderklinik                               |                             |   |
| Abteilung für Gastroenterologie und Hepatologie                                                    | Ambulanz        | Kinderklinik                               |                             |   |
| Gerinnungserkrankungen bei Kindern, Hämophiliezentrum, Thrombosen                                  | Ambulanz        | Kinderklinik                               |                             |   |
| Immundefektambulanz (IDA)                                                                          | Ambulanz        | Kinderklinik                               |                             |   |
| Operationsabteilung                                                                                | OP              | Kinderchirurgische Klinik                  |                             |   |
| Anästhesieabteilung                                                                                | Anästhesie      | Kinderchirurgische Klinik                  |                             |   |

* = Laminar-Air-Flow-Einheiten (LAF)

### Pädiatrische Intensivstation (KIPS)
Die Pädiatrische Intensivstation (KIPS, bis 2012 PIPS) im Dr. von Haunerschen Kinderspital ist eine der ältesten Stationen ihrer Art in Deutschland. Seit ihrer Gründung 1969 besteht ihre Aufgabe in der Diagnose, Stabilisierung und Pflege schwerstkranker Kinder.
Historisch gesehen wurden auf der KIPS zu Beginn hauptsächlich Patienten mit schweren Infektionskrankheiten, wie Meningitis oder Polio, behandelt. Heutzutage ist durch die Anbindung an die verschiedenen Spezialambulanzen des Kinderspitals das Spektrum der Behandlungen deutlich erweitert. Sowohl Patienten der Onkologie als auch solche, die vor oder nach Organtransplantationen der Intensivpflege bedürfen, befinden sich regelmäßig auf der Station. Seit 2012 werden auf der seither interdisziplinären Intensivstation auch kinderchirurgische Patienten betreut.
Allgemein werden auf der KIPS Patienten ab einem Körpergewicht von 2000 Gramm bis zu einem Maximalalter von 18 Jahren behandelt, die unter lebensbedrohlichen akuten oder chronischen Erkrankungen leiden. Ein weiterer Schwerpunkt liegt auf lebensbedrohlichen Notfällen, die keine Krankheiten als Ursache haben. Hauptsächlich sind dies Vergiftungen, Verbrennungen und andere schwere Unfallfolgen. Besonderer Bestandteil des KIPS ist das Verbrennungszentrum, in dem alle Grade von Verbrennungen, bei Schwerbrandverletzten häufig in Zusammenarbeit mit der Kinderchirurgie, behandelt werden.
Auf der KIPS kommen bei akutem Nierenversagen verschiedene Möglichkeiten der Nierenersatztherapie zur Anwendung. Für Patienten mit Autoimmunerkrankungen oder vitalbedrohlichen Vergiftungen besteht die Möglichkeit einer Plasmapherese.

### Neonatologische Intensivstation (NIPS)

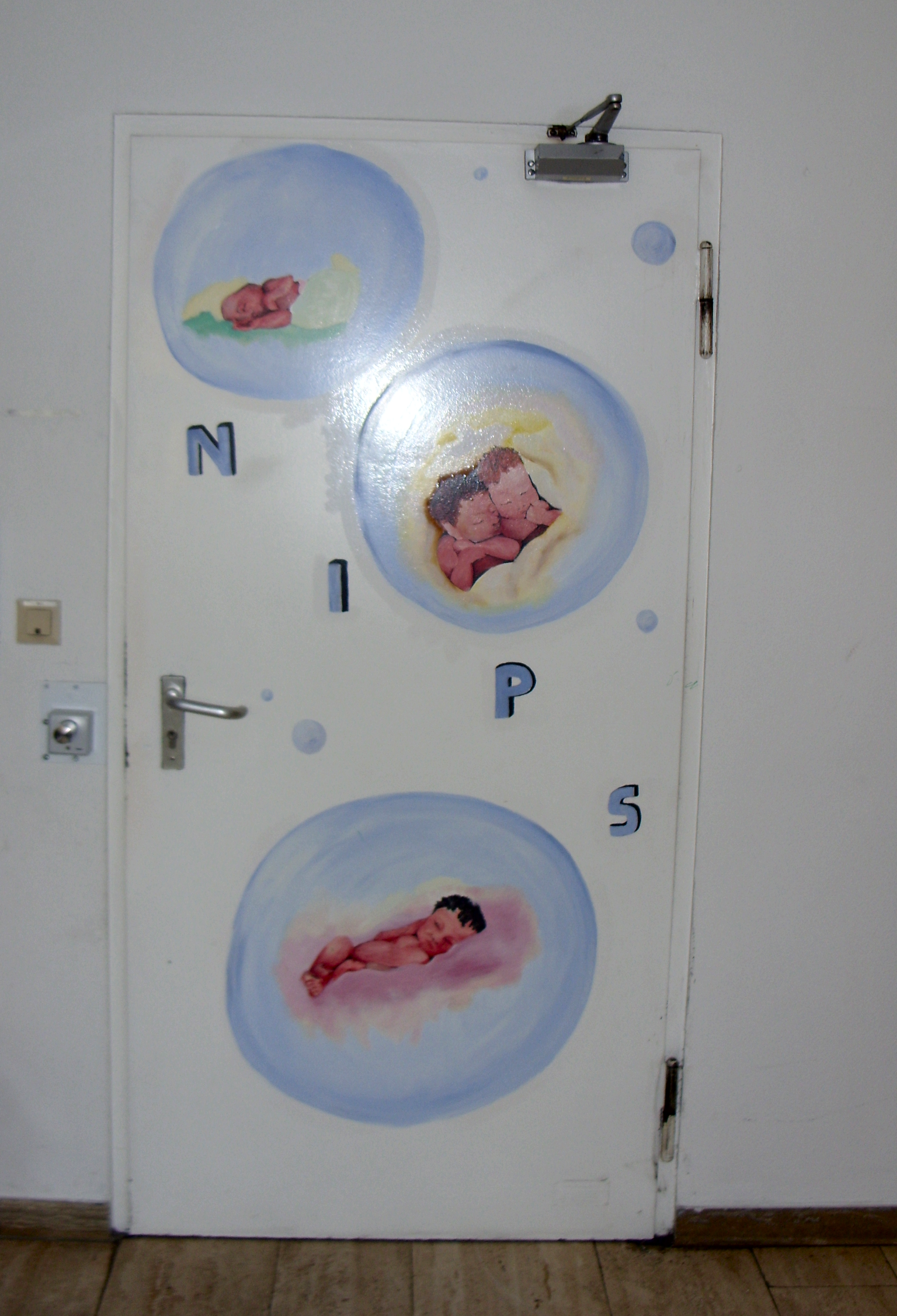
Zugang zur Neonatologischen Intensivstation

Die Neonatologische Intensivstation des Dr. von Haunerschen Kinderspitals ist nicht die einzige Station ihrer Art im LMU Klinikum. Sie umfasst drei Standorte, hierzu gehören neben der Haunerschen der Campus Großhadern, auf dem eine NIPS mit neun Beatmungs- und drei Überwachungsbetten existiert, die der Behandlung neu- und frühgeborener Kinder auf der Entbindungsstation Großhadern dient. Zudem ist ein neonatologischer Bereich in der Frauenklinik Maistraße vorhanden. Gemeinsam bildet dies ein Perinatalzentrum Level I, das höchstmögliche Level.
Auf der neonatologischen Intensivstation im Dr. von Haunerschen Kinderspital werden nur sekundär verlegte Neu- und Frühgeborene behandelt. Es handelt sich um intensivmedizinisch zu betreuende Säuglinge, die zu Hause oder in Kliniken ohne Intensivstation zur Welt kamen oder die aufgrund von Fehlbildungen einer chirurgischen Intervention bedürfen, die in Großhadern nicht möglich ist.

### Care-for-Rare Center für seltene Erkrankungen
Das Care-for-Rare Center (CRCHAUNER) für seltene Erkrankungen in der Kinderheilkunde bietet eine interdisziplinäre Versorgung für Kinder mit seltenen Erkrankungen. Ärzte aller Fachdisziplinen arbeiten eng zusammen, um eine rasche Diagnostik und Zugang zu bestmöglichen Behandlungsmöglichkeiten zu sichern.
Von zentraler Bedeutung für die Nachhaltigkeit ist die Einbettung des Care-for-Rare Centers in nationale und internationale wissenschaftliche Forschungsstrukturen. Die klinische und wissenschaftliche Arbeit des neuen Centers wird unter anderem durch die Care-for-Rare Foundation für Kinder mit seltenen Erkrankungen unterstützt. Einer der beiden Gründer der Care-for-Rare Foundation ist der amtierende klinische Direktor Christoph Klein.

### Onkologische Tagesklinik
Die Onkologisch/Hämatologische Tagesklinik (OHTK) betreut täglich bis zu 30 Patienten im Alter von bis zu 30 Jahren, bei denen eine pädiatrisch-onkologische oder hämatologische Erkrankung diagnostiziert wurde. Gegründet wurde die Tagesklinik im Jahre 1990 im historischen Bettenhaus. Eine Erweiterung gab es 1997, als weitere Betten in der ehemaligen Zweiten Frauenklinik eingerichtet wurden.
Behandlungsschwerpunkt der OHTK sind Tages-Chemotherapien und Gabe von Blutprodukten, zum Beispiel für Patienten mit angeborenen chronischen Anämien.
Neben der Tagesklinik bildet die Onkologie auch im stationären Bereich einen großen Teil der Gesamtkapazität des Kinderspitals. So ist die häufigste Diagnose der stationär aufgenommenen Patienten im Spital eine lymphatische Leukämie. Allein 2008 wurden 237 Kinder mit dieser Diagnose stationär aufgenommen.

### Ambulanzen und Kindernotarzt

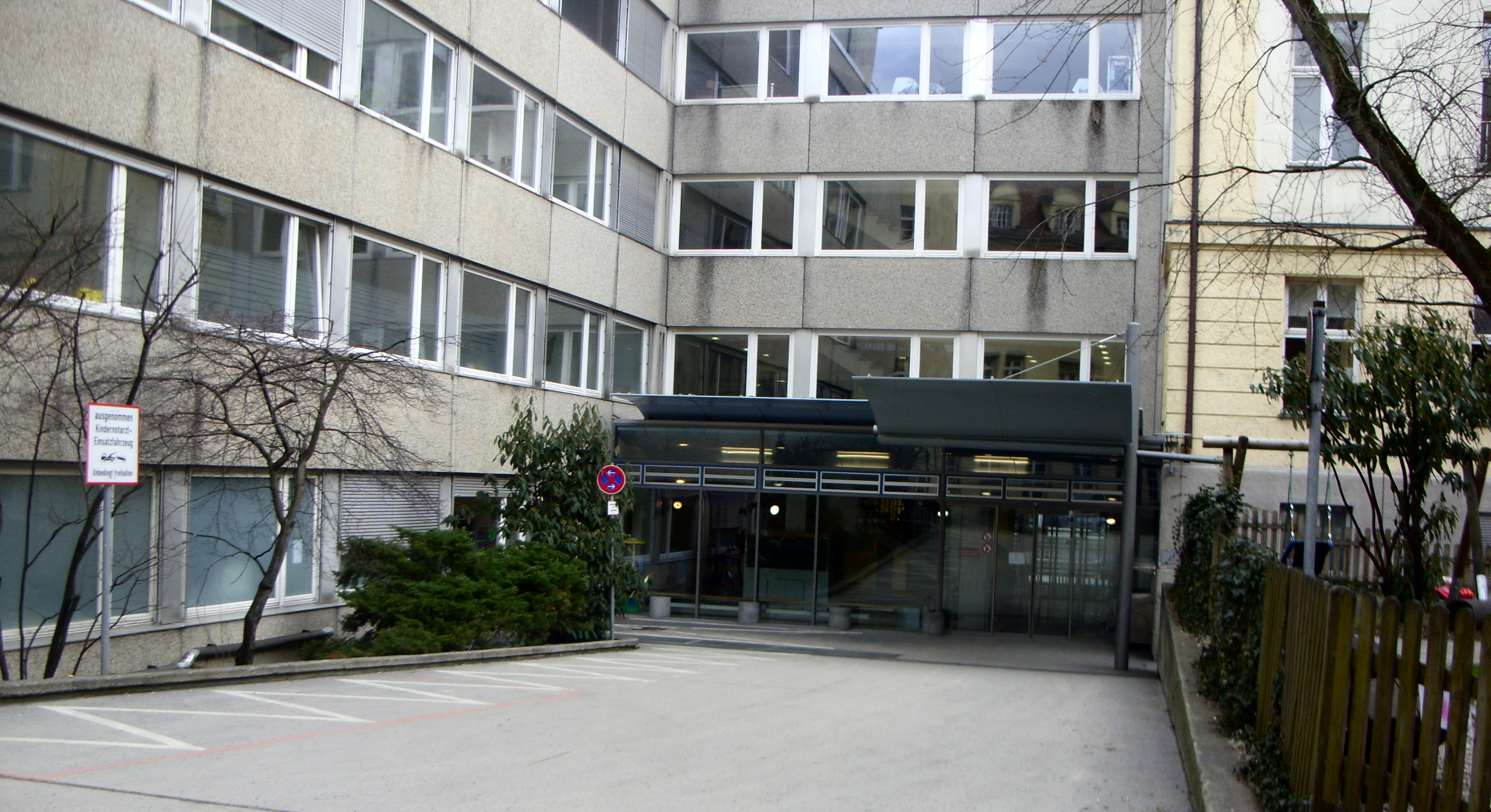
Zufahrt für den Kindernotarzt am rückwärtigen Hauptgebäude

Die Ärzte des Kinderspitals stellen im Vier-Wochen-Rhythmus den Kindernotarzt für die Stadt München und dessen Umland. Die 24-Stunden-Bereitschaft von Notärzten in München, die auf Pädiatrie spezialisiert sind, ist in Deutschland einzigartig.
Zudem bietet die Chirurgische Ambulanz mit Spezial-/Notfallambulanz die Möglichkeit, Kinder zu behandeln, die nach Unfällen schwerstverletzt sind. Hierzu werden regelmäßig der am Campus Großhadern stationierte Intensivtransporthubschrauber Christoph München oder andere Intensivtransporthubschrauber im Großraum Oberbayern eingesetzt.

## Abschiedszimmer
Am 14. November 2012 wurde das neue Abschiedszimmer in der Haunerschen offiziell eingeweiht. Hier wird Eltern, Verwandten und Freunden von in der Klinik verstorbenen Kindern die Möglichkeit gegeben, in angemessener Atmosphäre Abschied von dem Verstorbenen zu nehmen. Der neue Abschiedsraum wurde durch Spenden des Hauner Vereins realisiert.

## Weitere Einrichtungen
Neben den medizinischen Stationen und Abteilungen existieren am Kinderspital weitere staatliche und private Einrichtungen, die den Krankenhausalltag begleiten. Eine Klinikschule dient der Ausbildung, weiterhin werden auch Seelsorge und kostenfreie Elternwohnungen angeboten.

### Schule

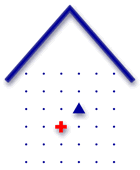
Signet der Staatlichen Schule für Kranke München

Aufgrund der Tatsache, dass ein Großteil der Patienten schulpflichtig ist, gibt es im Dr. von Haunerschen Kinderspital eine Schule, die der Staatlichen Schule für Kranke München angehört. In Austausch mit der Heimatschule des Patienten unterrichten die Lehrkräfte in Abhängigkeit von den medizinischen Voraussetzungen. Der Unterricht kann sowohl am Krankenbett, als auch in den Klassenzimmern der Klinik erfolgen. Der Umfang und die Intensität des Unterrichts werden immer mit dem behandelnden Arzt abgesprochen.

### Elternwohnheim
Für Eltern, die nicht mit auf der Station untergebracht werden können, stehen zwei Möglichkeiten der Unterbringung zur Verfügung.
Die 1985 gegründete Stiftung Projekt Omnibus besitzt Wohnungen in der Lindwurmstraße direkt am Goetheplatz. Die Benutzung der Wohnungen während des Krankenhausaufenthaltes der Kinder finanziert die Stiftung und ist für die Eltern kostenlos.
Auch der Verein Elterninitiative Intern 3 im Dr. von Haunerschen Kinderspital München e. V. bietet kostenlose Übernachtungsmöglichkeiten für die Eltern krebskranker Kinder an. Der Name des ebenfalls 1985 gegründeten Vereins bezieht sich auf die Station Intern 3, auf der die Onkologie der Klinik untergebracht ist.

## Das neue Hauner
Seit dem Jahr 2011 wirbt der Vorstand des Klinikums mit der Vision des neuen Hauners. Aufgrund der nicht mehr zeitgemäßen und beengten Situation in der Innenstadt soll am Campus Großhadern ein Universitätszentrum für Geburts-, Kinder- und Jugendmedizin „in der Tradition des Hauner’schen“ errichtet werden. Die Grobkostenschätzung für dieses Projekt sieht Kosten in Höhe von 160 Millionen Euro vor, wovon die Ludwig-Maximilians-Universität 20 Millionen selber aufbringen muss, was nur durch Spenden zu realisieren sein wird. Die ins Leben gerufene Internetpräsenz des neuen Hauners dient daher hauptsächlich der Akquise von Spendengeldern.
Das geplante Vorsorgevolumen umfasst 240 Betten bei kalkulierten 66.000 Patienten jährlich, davon 10.000 stationär.
Im Juli 2015 entschied eine Jury einen Architekturwettbewerb und bestimmte den Entwurf des Münchner Büros Nickl & Partner als Sieger. Dieses sieht eine differenzierte Architektur um sechs asymmetrische Höfe vor, die durch viel Tageslicht und Grünflächen den kindlichen Patienten „die Angst nehmen“ will. Der Baukörper wird eine Fläche von etwa 100 auf 45 m überdecken und soll dreistöckig ausgeführt werden. Der Baubeginn ist für 2018, die Fertigstellung für 2022 vorgesehen.
Der Baubeginn war im März 2023 und das Gebäude soll erst im Jahr 2030 fertiggestellt werden. 

## Hauner-Journal
Das Hauner-Journal ist die halbjährlich erscheinende Zeitschrift des Dr. von Haunerschen Kinderspitals. Die hauseigene Publikation, die erstmals im Jahre 2000 erschienen ist, lässt sich grob in drei Abschnitte gliedern. Im ersten Teil der Zeitschrift wird aktuelles aus der Klinik berichtet, so dass diese Abschnitte als Corporate Publishing verstanden werden können. Dies beinhaltet neben nennenswerten Personalveränderungen vor allem bauliche Maßnahmen oder Neuanschaffungen.
Im zweiten Teil des Heftes werden allgemeine Themen der Pädiatrie behandelt. Dies geht von der Patienten- und Elternaufklärung im Hinblick auf Kinderkrankheiten bis hin zur Darstellung von aktuellen Entwicklungen in Forschung und Wissenschaft. Am Ende des Heftes werden Kontaktdaten und Terminpläne für Spezialsprechstunden des Klinikums veröffentlicht.
Das Hauner-Journal kann im Abonnement erworben werden und kostet pro Ausgabe aktuell 4 Euro. Allerdings liegt die Zeitschrift auch in großer Stückzahl im Klinikum aus und kann gratis mit nach Hause genommen werden.